# Hannes Müller
Hannes Wulf Müller (Köthen, 18 de maio de 2000) é um jogador de hóquei sobre a grama alemão.

## Carreira
Na competição de clubes, Müller joga pelo Uhlenhorster HC na Bundesliga alemã.
Hannes Müller fez sua estreia pela seleção alemã sub-21 em 2017. Sua primeira aparição foi durante uma série de testes contra a Rússia em Frankfurt. Ele ganhou uma medalha de bronze no Campeonato EuroHockey Júnior em Valência no final daquele ano.
Müller representou o time novamente em 2019 em um torneio por convite em Madri, bem como no Campeonato EuroHockey Júnior em Valência, onde ganhou uma medalha de ouro. Em 2021, ao lado de Benedikt Schwarzhaupt, Müller foi o capitão da equipe na Copa do Mundo Júnior da FIH em Bhubaneswar. No torneio, a Alemanha conquistou uma medalha de prata.
Hannes Müller fez sua estreia pelo Die Honamas em 2018 durante uma série de testes contra a Irlanda em Dublin. Ele retornou ao time principal em 2021 durante a segunda temporada da FIH Pro League.
Nos Jogos Olímpicos de Verão de 2024, em Paris, conquistou a medalha de prata no torneio masculino do hóquei sobre a grama, após confronto na final contra a equipe holandesa, que venceu nos pênaltis.